# کندلر مک آفی (جورجیا)
کندلر مک آفی (به انگلیسی: Candler-McAfee) یک منطقهٔ مسکونی در ایالات متحده آمریکا است که در شهرستان دیکلب، جورجیا واقع شده‌است. کندلر مک آفی ۱۸٫۱ کیلومتر مربع مساحت و ۲۳٬۰۲۵ نفر جمعیت دارد.